# Barnard (Missouri)
Barnard é uma cidade localizada no estado americano de Missouri, no Condado de Nodaway.

## Demografia
Segundo o censo americano de 2000, a sua população era de 257 habitantes. 
Em 2006, foi estimada uma população de 248, um decréscimo de 9 (-3.5%).

## Geografia
De acordo com o United States Census Bureau tem uma área de 
0,4 km², dos quais 0,4 km² cobertos por terra e 0,0 km² cobertos por água. Barnard localiza-se a aproximadamente 294 m acima do nível do mar.

## Localidades na vizinhança
O diagrama seguinte representa as localidades num raio de 16 km ao redor de Barnard. 